# Teorbe

Teorbe

De teorbe (of theorbe, soms ook theorbo) (via Fr. théorbe van Ital. tiorba; verdere afleiding onzeker) is een snaarinstrument uit de luitfamilie. Dit muziekinstrument is aan het einde van de 16e eeuw ontstaan in Noord-Italië en vervulde tot ca. 1750 de functie van continuo-instrument. Iemand die de teorbe bespeelt is een teorbist.
De teorbe heeft een achteruitgebogen schroevenhouder (kraag); deze houder, voor zes snaren, ligt in het verlengde van de hals. Een tweede schroevenhouder, schuin achter de eerste aangebracht, is typerend voor de teorbe. Deze staat in verbinding met de acht vrij-zwevende, diatonisch gestemde bassnaren (bourdonsnaren), die slechts getokkeld worden, maar niet verkort.
Oorspronkelijk werd dit instrument chitarrone genoemd, misschien als een verwijzing naar de Griekse kitara, die in de Griekse oudheid werd gebruikt om zangers te begeleiden. De lange bassnaren zijn ontstaan om ook lage tonen te kunnen produceren op een luit, die tot die tijd het gangbare instrument was voor zangbegeleiding. De darmsnaren die nodig zijn voor dergelijke lage tonen zouden op een gewone luit onmogelijk dik worden waardoor verlenging noodzakelijk was.
Opvallend aan de stemming van een teorbe is dat de hoogste twee snaren een octaaf lager gestemd zijn. De stemming in A van hoog naar laag is over het algemeen: a,e,b,g,d,A,G voor de snaren met vingerzetting en vervolgens de losse, lange snaren met stemming F,E,D,C,B,A,G.
In Frankrijk is in de late barok ook een iets kleinere teorbe in gebruik geweest die in D werd gestemd.
De Italiaanse componist Johannes Hieronymus Kapsberger, die veel solomuziek voor dit instrument heeft geschreven, gebruikte een teorbe die nog meer bassnaren bleek te hebben. De term tiorba is iets later in gebruik gekomen voor hetzelfde instrument. 
Aan het begin van de 17e eeuw werd de teorbe zeer populair voor het begeleiden van vroege opera's van Claudio Monteverdi, Jacopo Peri en Francesco Cavalli. In die tijd verspreidde het instrument zich verder over Europa. Met name in Frankrijk werd het instrument al snel geadopteerd om de Franse airs de cour te begeleiden (tot dan toe op luit).
De begeleiding op teorbe wijkt in notatie af van het solorepertoire: voor solomuziek wordt vaak luittabulatuur gebruikt, voor begeleiding becijferde bas. Het voordeel van becijferde bas is dat ook andere instrumenten en combinaties van instrumenten ingezet kunnen worden voor de begeleiding. Kapsberger heeft als uitzondering enige vocale werken uitgegeven met luittabulatuur voor teorbe met zang en baspartij.
De teorbe vond aan het begin van de 18e eeuw een grote opleving in Frankrijk waar met name de Franse hofcomponist Robert de Visée een groot oeuvre voor het instrument naliet. 
De latere aartsluit lijkt sprekend op een teorbe en wordt er vaak mee verward. 